# IFK Sunne
IFK Sunne är en idrottsförening från Sunne i Värmland. Föreningen bildades 1908. Fotbollssektionen, med säsonger i Sveriges näst högsta division för herrar (dåvarande Division II), heter IFK Sunne Fotboll. Hemmaarenan heter Kolsvik, invigd 1936. 
Åren 1957–1963 hade man en ishockeysektion som spelade i Division II. Främsta resultatet var två tredjeplaceringar som nåddes de första säsongerna. Efter säsongen 1962/63 lades ishockeyverksamheten ner.